# Höfling, Trg
Höfling je naselje v Občini Trg v Okraju Trg na Koroškem v Avstriji.